# Станіслав Сікора

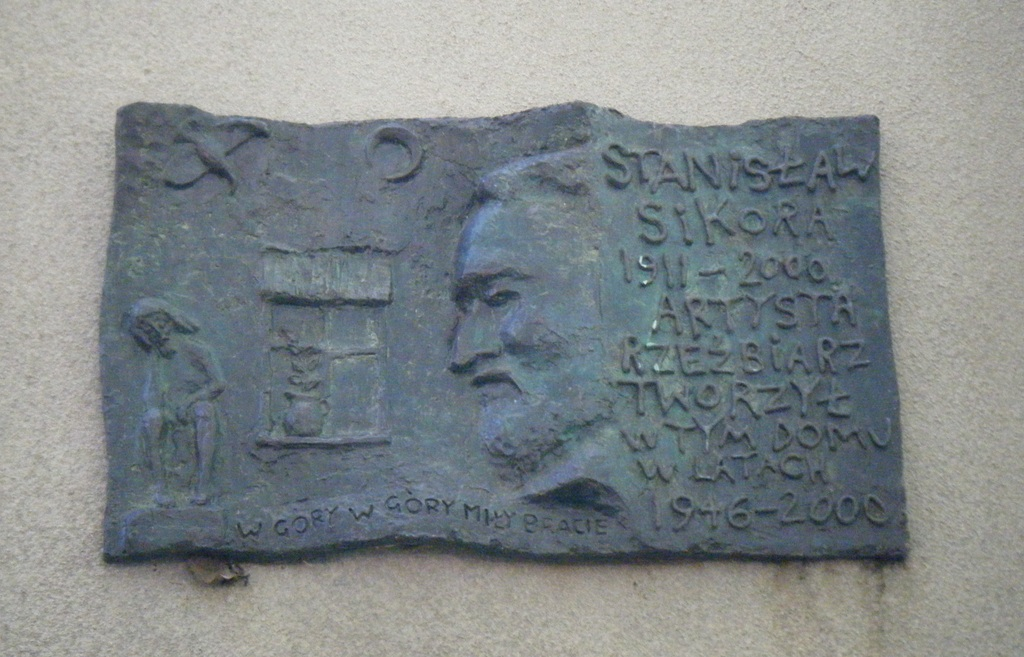
Меморіальна таблиця С. Сікорі у Варшаві

Станіслав Сіко́ра (пол. Stanisław Sikora; 17 листопада 1911, Стришава, Австро-Угорщина — 22 серпня 2000, Варшава, Польща) — польський скульптор та медальєр.

## Біографія

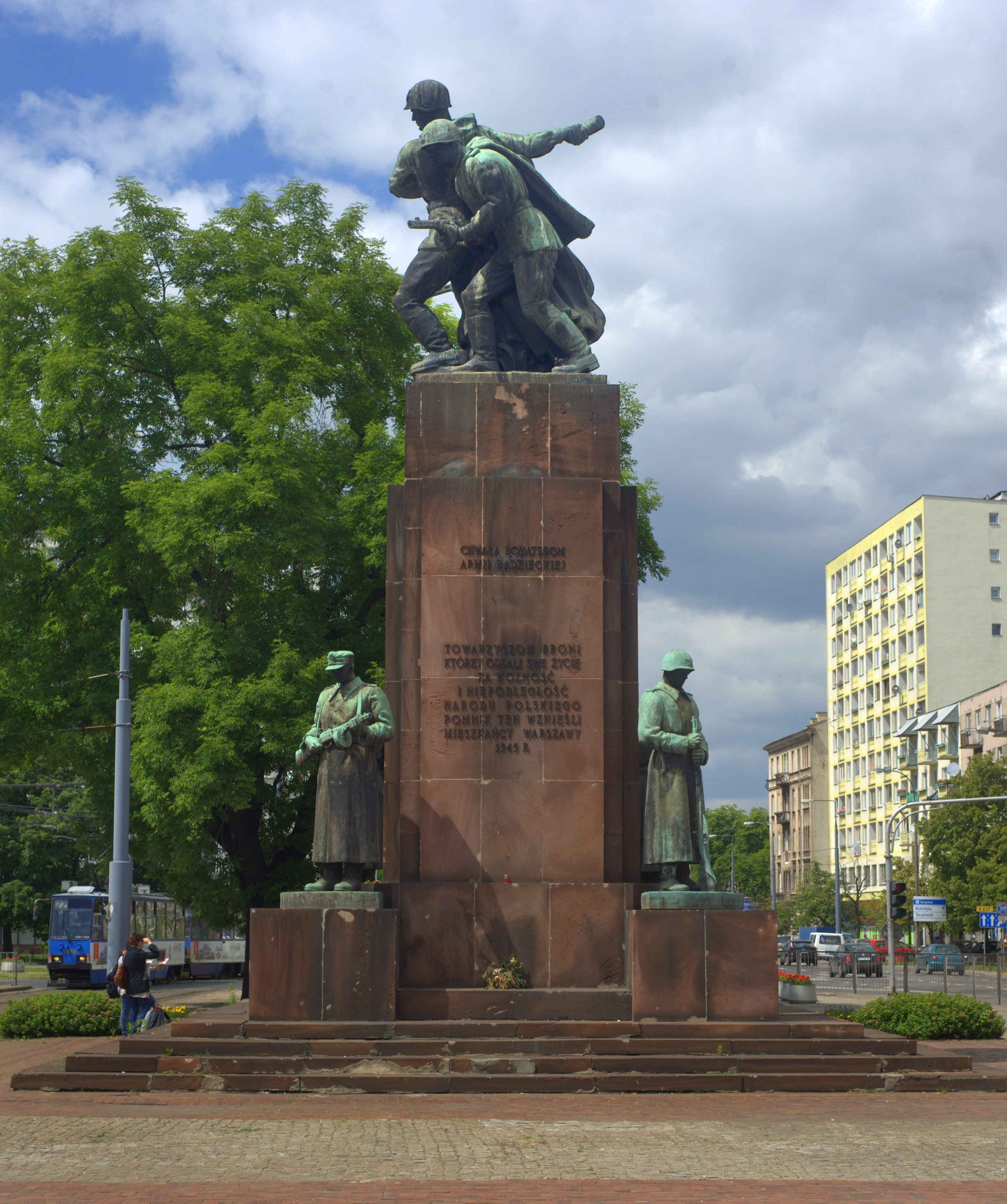
Пам'ятник радянсько-польському братству по зброї у Варшаві

Закінчив професійну школу деревообробки в м. Закопане. Продовжив навчання в Академії образотворчих мистецтв у Варшаві. Учень професора Тадеуша Бреєра.
З 1946 жив і працював у Варшаві.

## Творчість
Автор численних пам'ятників, скульптур, медалей і знаків.
Серед монументів, створених ним, зокрема такі:
- пам'ятник жертвам гітлеризму в концтаборі Маутхаузен (1955),
- пам'ятник селянському повстанню у Варшаві (1969),
- Пам'ятник радянсько-польському братству по зброї у Варшаві (у співавтор., 1945),
- пам'ятник Святовит у Копенгагені
- скульптурна композиція «Польща» в Лондоні
- бюсти: Болеслава Пруса, Стефана Жеромского, Ігнація Яна Падеревського (всі у Варшаві) і Фридерика Шопена (в Желязовій Волі) та ін.

У 1947—1948 роках С. Сікора виконав роботи зі скульптурного оздоблення будівлі Ради Міністрів Польщі.
У 1999 році опубліковано автобіографію «Одне життя і нариси думок».
Учасник Всесвітніх виставок в Парижі (1937) і Нью-Йорку (1939), а також понад 400 художніх виставок в Польщі і за кордоном, серед них 22 персональних.
У 1979 році він створив першу польську медаль, присвячену Івану Павлу II.

## Нагороди
- Золотий Хрест Заслуги (Польща) (1955)
- Медаль 10-річчя Народної Польщі (1955)
- Бронзова медаль «За заслуги при захисті країни» (1968)
- Кавалерский хрест ордена Відродження Польщі (1969)
- Перша премія і Золота медаль на Міжнародному конкурсі в Ареццо (1965) за медаль Данте Аліг'єрі.
- Гран-прі з рук князя Монако Реньє III на Міжнародній виставці живопису і скульптури в Монте-Карло.

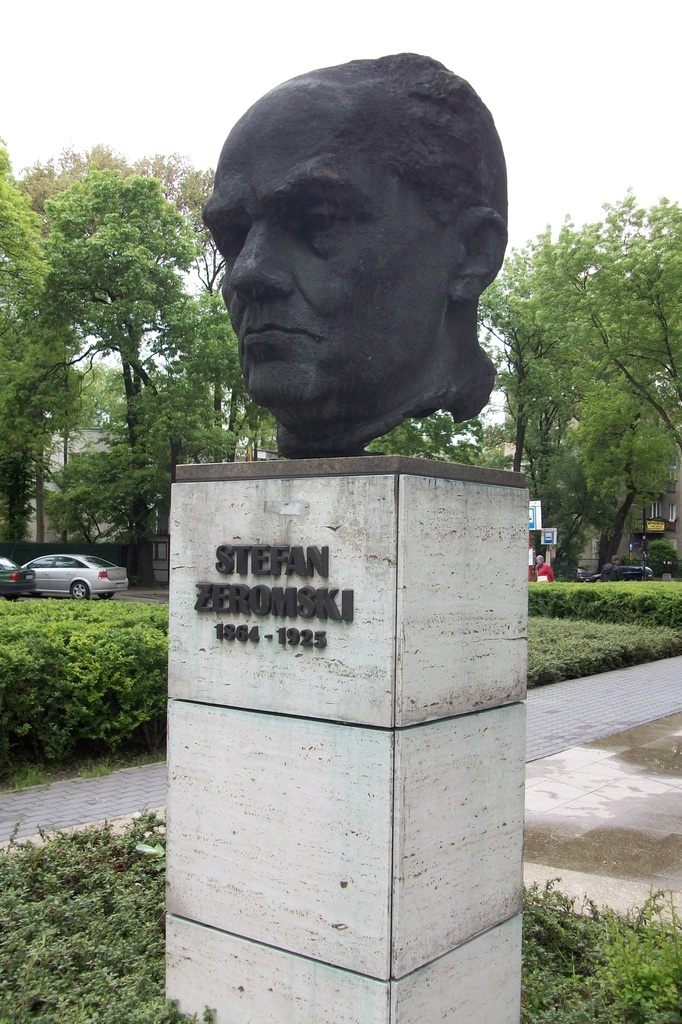
Бюст Болеслава Пруса у Варшаві
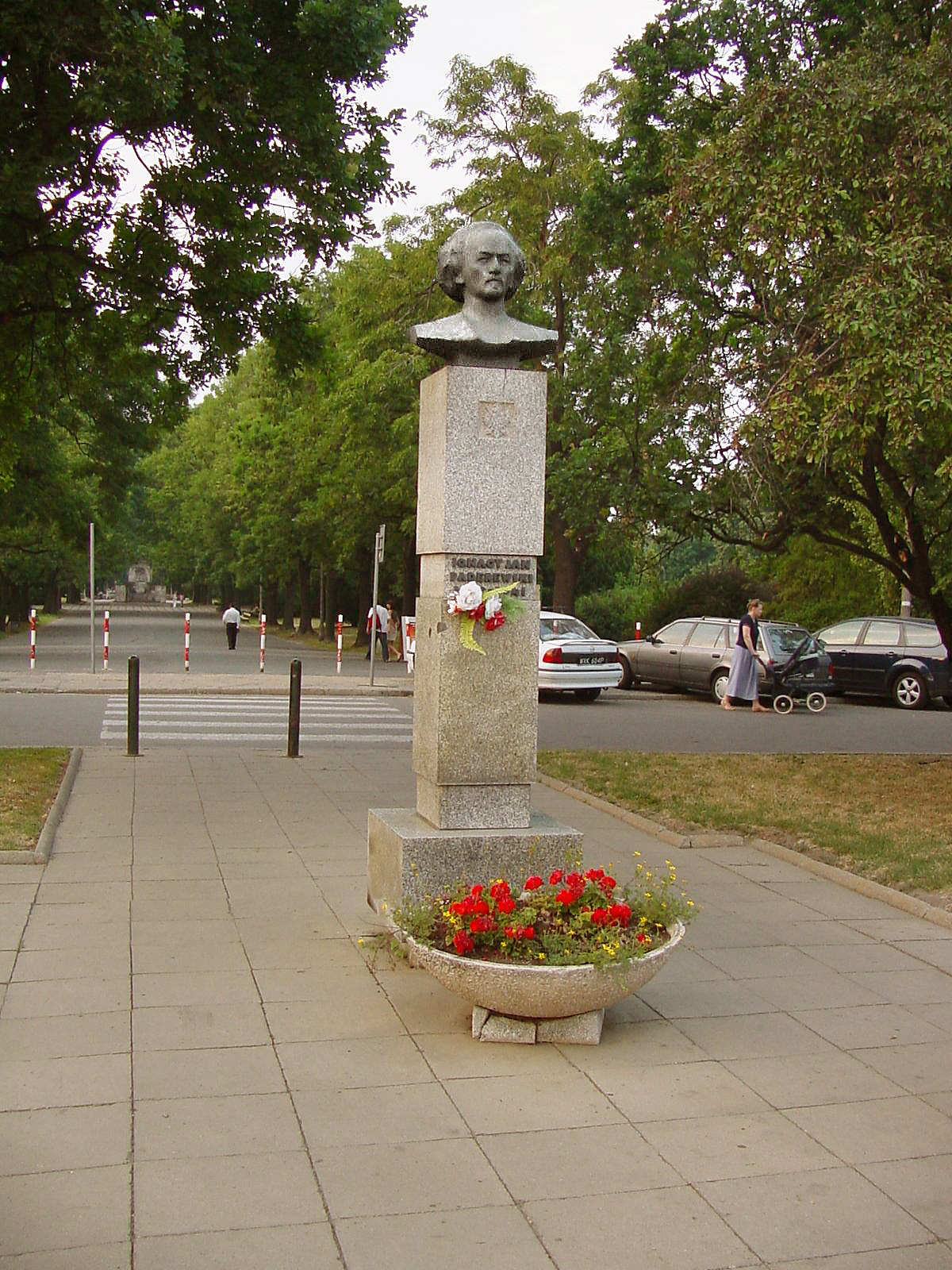
Бюст Ігнація Яна Падеревського у Варшаві